# Gerrie Coetzee
Gerrie Coetzee (Boksburg, Sudáfrica; 8 de abril de 1955-12 de enero de 2023) fue un boxeador profesional sudafricano que compitío de 1974 a 1997 y fue el primer boxeador africano en ser campeón mundial de peso pesado.

## Biografía
Su debut fue el 14 de septiembre de 1974 venciendo por decisión a Christian Roos y luego de varias peleas fue considerado como rival para el entonces campeón Muhammad Ali, venciendo a oponentes como Ron Stander, Randy Stephens y Pierre Fourie. Fue campeón nacional sudafricano al vencer a Kallie Knoetze por decisión unánime, y su primera victoria por knockout fuera de Sudáfrica fue ante el excampeón de peso pesado Leon Spinks.
Coetzee fue el primer boxeador africano en tener una pelea titular a nivel de peso pesado ante John Tate en Pretoria por el título de la Asociación Mundial de Boxeo que dejó vacante Muhammad Ali. Tate ganó la pelea por decisión en 15 asaltos. Coetzee fue un gran opositor al apartheid por oponese a ue la audiencia para las peleas también fuera para blancos y para negros hasta que en 1977 se legalizaran las peleas mixtas de razas, desapareciendo el sistema de blancos y negros de los títulos de las carteleras.
En 1980 tendría una segunda oportunidad por el título de la Asociación Mundial de Boxeo, esta vez ante Mike Weaver, perdiendo por knockout por primera vez en su carrera en el 13° asalto, una pelea que no pudo terminar luego de terner dominado a su rival en los primeraos ocho asaltos. Posteriormente ganó cinco de las siguientes seis peleas, obtuvo una oportunidad por el título del Consejo Mundial de Boxeo ante Pinklon Thomas, terminando la pelea en empate.
El 23 de septiembre de 1983 tuvo una tercera oportunidad por el título de peso pesado de la Asociación Mundial de Boxeo ante Michael Dokes en Richfield, Ohio, logrando la victoria por knockout en el décimo asalto y ser el primer africano y primer caucásico en 23 años en ser campeón mundial de peso pesado, pero el golpe con el que ganó la pelea le rompió la mano y necesitó de una cirugía cinco días después en la Ciudad de Nueva York.
Perdería el título ante el campeón de la Federación Internacional de Boxeo Greg Page en una polémica pelea de reunificación de títulos donde se le dio la victoria por knockout a Page en el octavo asalto, pero la pelea era de más asaltos, algo que la esquina de Coetzee reclamó al final y demandó una revancha.

## Muerte
Coetzee murió de cáncer el 12 de enero de 2023 a los 67 años.

## Peleas
| N.º | Resultado | Récord | Rival                | Resultado | Round, Tiempo | Fecha       | Sede                                              | Notas |
| --- | --------- | ------ | -------------------- | --------- | ------------- | ----------- | ------------------------------------------------- | --- |
| 40  | Derrota   | 33–6–1 | Iran Barkley         | TKO       | 10 (12), 2:07 | 8-6-1997    | Hollywood Palladium, Los Angeles, California, US  | Título de peso pesado vacante de la World Boxing Board                                                                     |
| 39  | Victoria  | 33–5–1 | Dan Kosmicki         | TKO       | 3 (10)        | 10-1-1997   | Hollywood Palladium, Los Angeles, California, US  | |
| 38  | Victoria  | 32–5–1 | West Turner          | TKO       | 5 (10)        | 1-10-1993   | ARCO Arena, Sacramento, California, US            | |
| 37  | Victoria  | 31–5–1 | Dave Fiddler         | KO        | 2 (10), 0:58  | 27-8-1993   | ARCO Arena, Sacramento, California, US            | |
| 36  | Derrota   | 30–5–1 | Frank Bruno          | KO        | 1 (10), 1:50  | 4-3-1986    | Wembley Arena, Londres, Inglaterra                | |
| 35  | Victoria  | 30–4–1 | James Tillis         | UD        | 10            | 7-9-1985    | Ellis Park Stadium, Johannesburg, South Africa    | |
| 34  | Derrota   | 29–4–1 | Greg Page            | KO        | 8 (15), 3:03  | 1-12-1984   | Superbowl, Sun City, Bophuthatswana               | Perdió el título de peso pesado de la WBA                                                                                  |
| 33  | Victoria  | 29–3–1 | Michael Dokes        | KO        | 10 (15), 3:08 | 23-9-1983   | Coliseum, Richfield, Ohio, US                     | Ganó el título de peso pesado de la WBA                                                                                    |
| 32  | Empate    | 28–3–1 | Pinklon Thomas       | MD        | 10            | 22-1-1983   | Sands, Atlantic City, New Jersey, US              | |
| 31  | Victoria  | 28–3   | Stan Ward            | TKO       | 2 (10), 2:10  | 11-9-1982   | Sands, Atlantic City, New Jersey, US              | |
| 30  | Victoria  | 27–3   | Scott LeDoux         | KO        | 8 (10)        | 27-3-1982   | Rand Stadium, Johannesburg, Sudáfrica             | |
| 29  | Victoria  | 26–3   | Fossie Schmidt       | RTD       | 4 (10)        | 13-2-1982   | Rand Stadium, Johannesburg, Sudáfrica             | |
| 28  | Victoria  | 25–3   | Leroy Caldwell       | KO        | 5 (10), 2:37  | 31-10-1981  | Ellis Park Stadium, Johannesburg, Sudáfrica       | |
| 27  | Derrota   | 24–3   | Renaldo Snipes       | SD        | 10            | 9-8-1981    | New Westchester Theater, Tarrytown, New York, US  | |
| 26  | Victoria  | 24–2   | George Chaplin       | UD        | 10            | 14-3-1981   | Aloha Stadium, Honolulu, Hawaii, US               | |
| 25  | Derrota   | 23–2   | Mike Weaver          | TKO       | 13 (15), 1:49 | 25-10-1980  | Superbowl, Sun City, Bofutatsuana                 | Por el título de peso pesado de la WBA                                                                                     |
| 24  | Victoria  | 23–1   | Mike Koranicki       | KO        | 1 (10), 1:43  | 19-4-1980   | Rand Stadium, Johannesburg, Sudáfrica             | |
| 23  | Derrota   | 22–1   | John Tate            | UD        | 15            | 20 Oct 1979 | Loftus Versfeld Stadium, Pretoria, South Africa   | For vacant WBA heavyweight title                                                                                           |
| 22  | Victoria  | 22–0   | Leon Spinks          | TKO       | 1 (12), 2:03  | 24-6-1979   | Le Chapiteau de l'Espace, Fontvieille, Mónaco     | |
| 21  | Victoria  | 21–0   | Ibar Arrington       | PTS       | 10            | 15-12-1978  | New Kingsmead Soccer Stadium, Durban, Sudáfrica   | |
| 20  | Victoria  | 20–0   | Randy Stephens       | PTS       | 10            | 26-5-1978   | Film Trust Arena, Johannesburg, Sudáfrica         | |
| 19  | Victoria  | 19–0   | Johnny Boudreaux     | KO        | 6 (10)        | 3-12-1977   | Wembley Stadium, Johannesburg, Sudáfrica          | |
| 18  | Victoria  | 18–0   | Tom Prater           | RTD       | 4 (10)        | 29-10-1977  | Ellis Park Stadium, Johannesburg, Sudáfrica       | |
| 17  | Victoria  | 17–0   | Mike Schutte         | PTS       | 12            | 16-4-1977   | Wembley Stadium, Johannesburg, Sudáfrica          | Retuvo el título nacional de peso pesado                                                                                   |
| 16  | Victoria  | 16–0   | Pierre Fourie        | KO        | 3 (12)        | 19-3-1977   | Wembley Stadium, Johannesburg, Sudáfrica          | Retuvo el título nacional de peso pesado                                                                                   |
| 15  | Victoria  | 15–0   | James Mathatho       | KO        | 7 (12)        | 27-11-1976  | Rand Stadium, Johannesburg, Sudáfrica             | Retuvo el título nacional de peso pesado                                                                                   |
| 14  | Victoria  | 14–0   | Kallie Knoetze       | PTS       | 10            | 30-10-1976  | Rand Stadium, Johannesburg, Sudáfrica             | |
| 13  | Victoria  | 13–0   | Mike Schutte         | DQ        | 6 (12)        | 16-8-1976   | Westridge Park Tennis Stadium, Durban, Sudáfrica  | Ganó el campeonato nacional de peso pesado; Schutte fue descalificado por intentar una patada a Coetzee estando en la lona |
| 12  | Victoria  | 12–0   | Ron Stander          | RTD       | 8 (10)        | 17-7-1976   | Film Trust Arena, Johannesburg, Sudáfrica         | |
| 11  | Victoria  | 11–0   | Jimmy Richards       | TKO       | 9 (10), 2:35  | 10-4-1976   | Portuguese Hall, Johannesburg, Sudáfrica          | Ganó el título de peso pesado vacante de Transvaal (blanco)                                                                |
| 10  | Victoria  | 10–0   | Hartmut Sasse        | PTS       | 8             | 22-3-1976   | Ellis Park Stadium, Johannesburg, Sudáfrica       | |
| 9   | Victoria  | 9–0    | Jimmy Richards       | PTS       | 6             | 28-2-1976   | Wembley Ice Rink, Johannesburg, Sudáfrica         | |
| 8   | Victoria  | 8–0    | Chris Roos           | TKO       | 3 (8)         | 27-10-1975  | Wembley Ice Rink, Johannesburg, Sudáfrica         | |
| 7   | Victoria  | 7–0    | Hennie Thoonen       | TKO       | 3 (6)         | 27-6-1975   | Ellis Park Stadium, Johannesburg, Sudáfrica       | |
| 6   | Victoria  | 6–0    | Amedeo Laureti       | PTS       | 6             | 7-6-1975    | Wembley Ice Rink, Johannesburg, Sudáfrica         | |
| 5   | Victoria  | 5–0    | Hennie Thoonen       | PTS       | 6             | 5-5-1975    | Ellis Park Stadium, Johannesburg, Sudáfrica       | |
| 4   | Victoria  | 4–0    | Steve Foley          | KO        | 3 (6)         | 22-2-1975   | Ellis Park Stadium, Johannesburg, Sudáfrica       | |
| 3   | Victoria  | 3–0    | Kosie Oosthuizen     | KO        | 1 (6), 0:38   | 2-11-1974   | Gauteng North Badminton Hall, Pretoria, Sudáfrica | |
| 2   | Victoria  | 2–0    | Bert Nikkelen Kuyper | KO        | 1 (6), 0:25   | 26-10-1974  | Rand Stadium, Johannesburg, Sudáfrica             | |
| 1   | Victoria  | 1–0    | Chris Roos           | PTS       | 4             | 14-9-1974   | Portuguese Hall, Johannesburg, Sudáfrica          | |